# Nemanja Ubović
Nemanja Ubović (serbisch-kyrillisch Немања Убовић; * 24. Februar 1991 in Belgrad) ist ein serbischer Wasserballspieler. Bei Olympischen Spielen gewann er mit der Nationalmannschaft eine Goldmedaille. Zuvor hatte er bereits einmal Weltmeisterschaftsbronze gewonnen. 2018 war er Sieger bei den Mittelmeerspielen.

## Sportliche Karriere
Der 1,94 Meter große Center-Verteidiger spielte bis 2013 in Serbien. 2014 und 2015 wurde er spanischer Meister mit CN Barceloneta. Danach war er zwei Jahre in Italien und drei Jahre in Ungarn, bevor er 2020/21 wieder in Spanien bei Sabadell spielte. 2021 wurde er als erster Sportler in Spanien wegen homophober Äußerungen bestraft, er wurde für vier Spiele gesperrt und erhielt außerdem eine Geldstrafe. 2022 und 2023 war er ungarischer Meister mit Ferencvaros, bevor er 2023 nach Griechenland wechselte.
Nemanja Ubović gewann mit der serbischen Juniorenauswahl 2009 Bronze bei der Juniorenweltmeisterschaft und siegte 2011. Er spielte bereits 2013 in der Nationalmannschaft, konnte sich aber zunächst nicht etablieren. 2017 bei der Weltmeisterschaft in Budapest gewann das serbische Team die Bronzemedaille mit einem 11:8 über die Griechen, nachdem sie im Halbfinale gegen die Kroaten mit 11:12 verloren hatten. 2018 erkämpfte Serbien bei den Mittelmeerspielen in Tarragona die Goldmedaille vor der griechischen Mannschaft.
Danach kehrte Ubović erst 2023 in die Nationalmannschaft zurück. Bei der Weltmeisterschaft 2023 gewannen die Serben im Viertelfinale gegen Italien nach Fünf-Meter-Schießen, Ubović hatte in der regulären Spielzeit ein Tor erzielt. Einem 7:13 gegen die Griechen im Halbfinale folgte ein 6:9 gegen Spanien im Kampf um Bronze. Im Februar 2024 bei der Weltmeisterschaft in Doha verloren die Serben im Viertelfinale mit 13:15 gegen die Kroaten und belegten schließlich den sechsten Platz. Bei den Olympischen Spielen 2024 in Paris erreichte die serbische Mannschaft den vierten Platz in ihrer Vorrundengruppe. Nach Siegen über Griechenland mit 12:11 im Viertelfinale und das US-Team 10:6 im Halbfinale standen die Serben im Finale und trafen auf die Kroaten, die in der Vorrunde ebenfalls Gruppenvierte geworden waren. Serbien siegte im Endspiel mit 13:11 und gewann die dritte olympische Goldmedaille in Folge. Ubović erzielte im Finale einen Treffer.